# Trachypithecus laotum
Espèce
Statut de conservation UICN

 VU A3cd+4cd : Vulnérable
Trachypithecus laotum est une espèce de singe appartenant à la famille des Cercopithecidae. Il est endémique du centre du Laos.

## Distribution
L'espèce est présente au Laos, dans les provinces de Khammouane et Borikhamxay, mais ses populations sont difficiles à différencier de celles de l'espèce très voisine Trachypithecus ebenus.

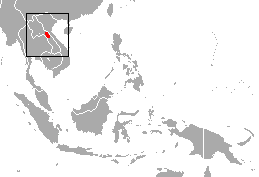
Distribution de Trachypithecus laotum en Asie du Sud-Est (en rouge).